# Dražič
Dražič är en ort i Tjeckien.   Den ligger i regionen Södra Böhmen, i den centrala delen av landet, 90 km söder om huvudstaden Prag. Dražič ligger 445 meter över havet och antalet invånare är 228.
Terrängen runt Dražič är huvudsakligen platt, men åt sydväst är den kuperad. Runt Dražič är det ganska tätbefolkat, med 192 invånare per kvadratkilometer. Närmaste större samhälle är Písek, 17,1 km väster om Dražič. I omgivningarna runt Dražič växer i huvudsak blandskog.